# Johan Börjesson
 Ikke at forveksle med John Börjeson.
Johan Börjesson (født 30. august 1790 i Båhuslen, død 6. maj 1866) var en svensk digter, søstersøn af Johan Wingård.
Börjesson blev student i Upsala 1808 og tilhørte i sin ungdom fosforisternes kreds, i hvis kalendere han skrev en del lyriske digte. Han blev derefter præst, og først 1846 fremtrådte den da 56-årige mand på ny som digter med tragedien Erik XIV. Den blev fortræffelig spillet og gjorde så stor lykke, at man ventede sig en genfødelse af det svenske højere drama. 
Men hans øvrige dramer, Erik XIV:s son (1847) og Solen sjunker (1856, Gustaf Vasas alderdom) skuffede forventningerne. I 1861 blev han medlem af Svenska Akademien. Hans Valda Skrifter blev udgivne 1873-74 ved Lorentz Dietrichson, ledsaget af hans biografi ved Nils Arfwidsson.